# Први округ (Беч)
Инере штат (Innere Stadt ср. Унутрашњи град) је 1. бечки округ. Овај бечки округ представља „стари град“ града Беча, а све до првог великог бечког припајања, 1850. године, именом Беч се једино и називало оно што се данас назива Први округ. Бечлије га зову једноставно Erster (први). Под овим округом подразумијева се строги центар Беча.

## Историја
Традиционално, овај округ је некад био подијељен у четврти, које су биле називане према важнијим градским капијама: Штубенфиртел (сјевероисток), Кернтнерфиртел (југоисток), Видмерфиртел (југозапад), Шотенфиртел (сјеверозапад).

## Данас
1. округ је са својих 100.745 запослених највећи послодавац града Беча, што се највише може захвалити развијеном туризму и великом броју сједишта различитих фирми.

## Политика

### Управа округа
Аустријска народна странка (ÖVP) је од 1946. године непрекидно постављала своје начелнике округа, али временом Социјалдемократска партија Аустрије (SPÖ) је надјачала ÖVP. 1996. године ÖVP је поднијела пораз на изборима.
| Начелници округа од 1945. г. | Начелници округа од 1945. г. |
| ---------------------------- | ---------------------------- |
| Теодор Кепл (KPÖ)            | 4/1945-7/1945                |
| Фриц Шукелд (SPÖ)            | 7/1945-10/1945               |
| Адолф Планек (SPÖ)           | 10/1945-1946                 |
| Аугуст Алтмутер (ÖVP)           | 1946-1948                    |
| Франц Ајхбергер (ÖVP)           | 1948-1951                    |
| Ото Фризингер (ÖVP)             | 1951-1968                    |
| Хајнрих Антон Хајнц (ÖVP)       | 1968-1987                    |
| Рихард Шмиц (ÖVP)               | 1987-2001                    |
| Франц Грундвалт (ÖVP)           | 2001-2005                    |
| Урсула Штенцел (ÖVP)            | 2005-2015                    |
| Маркус Фигл (ÖVP)               | 2015-                        |

## Демографија
Број становника је опадало од свог врхунца од 73.000 из пописа 1880., све док није достигло најнижу забележену вредност од 15.774 према попису из 2021. Иако се становништво незнатно повећавало почетком 2000-их, Инере штат и даље остаје најмање насељени округ у Бечу.
Према попису из 2001. 28,1% становништва округа било је старије од 60 година, што је изнад градског просека од 22,2%. Проценат особа млађих од 15 година био је 9,8%. Изнад градског просека била је и женска популација од 53,3%.

### Порекло и језик
Са 15,5%, проценат страних становника у Инере штату био је 2% испод градског просека 2001. 2,8% становништва имало је држављанство ЕУ (без Немачке), 2,7% су били држављани Србије и Црне Горе, а 2,2% су били држављани Немачке. Укупно је 25,6% становништва рођено у страној земљи. 79% становника навело је немачки као свој језик. 4,0% је говорило првенствено српским језиком, 1,8% мађарским, а 1,4% хрватским. 14,3% говорило је друге језике.

### Религија
2001. римокатолици су чинили 51,3% становништва Интер штата, затим 6,6% протестаната, 5,1% православаца, 3,3% Јевреја. 22,7% је наведено као недефинисано.

## Грб
Грб 1. бечког округа приказује један бијели крст на црвеној подлози. То је истовремено грб и од покрајине Беч. Данашњи грб је први пут употребљен седамдесетих година 13. вијека, када је био отиснут на такозваном „Бечком пфенингу“ (Wiener Pfennig). Претпоставља се да се грб употребљавао и на застави царских трупа у средњем вијеку, јер је офанзивна застава трупа за вријеме Рудолфа I изгледала слично.

## Знаменитости
- Штефансдом
- Хофбург
- Бечка опера
- Дворско позориште
- Градска већница
- Виргилкапеле
- Пестзојле
- Миноритенкирхе
- Петерскирхе
- Рупрехтскирхе
- Шотенштифт
- Црква Марија ам Гештаде
- Музеј историје уметности и Природњачки музеј
- Албертина
- Сецесија
- Ам Хоф
- Хеер Маркт
- Донербринер на Нојен Маркт-у

Око старог бечког града, од када је срушен стари заштитни зид, сада води бечка ринг улица (Ringstraße), која са својим зградама сада такође припада 1. бечком округу.
Као једина синагога у Бечу је 1938. годину преживио једино Градски торањ (Stadttempel) у Зајтенштетенгасе 4 (Seitenstettengasse). 4.